# フェンダー・ジャガー
ジャガー(Jaguar)は、フェンダー社のエレクトリックギター。1962年に、フェンダー社の最高級機種として発売された。

## 解説
トレモロユニットは兄弟機種の「ジャズマスター」と共通だが、ボディ・シェイプなどは細部が異なっており、ショートスケールのネック、専用ピックアップ、ピックアップON/OFFスイッチ等の仕様が異なる。ジャズマスターより音のエッジが立った、歯切れ良く鋭いトーンがサウンドの特徴。ブリッジの手前に、登場時流行したパッド式のミュートが標準装備されているのも特徴であるが、演奏途中で切り替えるとブリッジが移動するのと同じ効果が現れ、音程が上がるという欠点があったため、取り去ってしまうギタリストも多く、他のモデルには波及しなかった。
ザ・ビーチ・ボーイズのカール・ウィルソンを筆頭に、主に1960年代前半のサーフィン&ホット・ロッド・ミュージックでもてはやされた人気機種であり、ブルージーンズ結成当時の寺内タケシや加瀬邦彦も使用していた。
しかし、弦振動がボディに伝わりにくいブリッジやトレモロの構造が災いして、同社の先発商品「テレキャスター」や「ストラトキャスター」に比べてサステインに乏しく、ロック音楽が次第に伸びのあるギター・サウンドを求めていくにつれて人気が衰え、1975年に製造中止となった。
1986年、フェンダー・ジャパンよりリイシュー。型番にJG66-と銘打たれているものは実際は1963～64年の仕様（バインディングのないネック、ラウンド貼りフィンガーボード）を基にしている。しかしヘッドのフェンダーロゴはモダン･ロゴが付けられている。ミュートは省略されている。
1990年代初頭、ニルヴァーナのカート・コバーンが使用した事で、オルタナ、グランジ界で人気機種となった。彼のモデルに関しては、本人の項を参照のこと。彼のモデルに倣って、ピックアップのハムバッカー化、ブリッジのチューン・O・マティック化などの大幅な改造を施すことが流行した。2011年には、ネヴァーマインドのリリース20年を記念しフェンダー・USA（メキシコ）から'65 モデルの大幅にカスタマイズされた「Kurt Cobain Jaguar」がリイシューされた。
2000年にはようやくフェンダー・USAでもリイシューが開始された。ジャパン製とは異なり、フラット貼りフィンガーボードで、ヘッドには正しいトランジション・ロゴが貼られている。ミュートも標準装備されている。
その他、フェンダー・ブラックトップシリーズよりハムバッカー(HH)やP-90を搭載したジャガーや、ムスタングとの合体モデルの「ジャグスタング」、ジャズマスターとの合体モデルの「ジャグマスター」がスクワイアからリリースされている。

## 愛用ミュージシャン
- カール・ウィルソン、アル・ジャーディン 、デヴィッド・マークス（ザ・ビーチ・ボーイズ）
- ミック・ジャガー （ザ・ローリング・ストーンズ）
- サーストン・ムーア （ソニック・ユース）
- カート・コバーン（ニルヴァーナ）
- ジ・エッジ （U2）
- ジョン・フルシアンテ （レッド・ホット・チリ・ペッパーズ）
- ケヴィン・シールズ （マイ・ブラッディ・ヴァレンタイン）
- ジョニー・マー  (元ザ・スミス)
- アレックス・ターナー（アークティック・モンキーズ）
- 寺内タケシ
- 加瀬邦彦 （ザ・ワイルドワンズ）
- 車谷浩司
- まり （つしまみれ）
- 塩塚モエカ　(羊文学)
- 藤巻亮太 （レミオロメン）
- 岡野昭仁 （ポルノグラフィティ）
- 波多野裕文 （People In The Box）
- 渡辺香津美
- BONNIE PINK
  - 63年製のミント・グリーンを使用。
- SUGIZO（LUNA SEA、X JAPAN）
- HISASHI （GLAY)
- 平沢進 （元P-MODEL)
- hyde （L'Arc〜en〜Ciel）
- 吉井和哉
- 弓木英梨乃
- Rie fu
- チバユウスケ
- イマイアキノブ（元The Birthday）
- 佐藤伸治（フィッシュマンズ）
- 加藤隆志（東京スカパラダイスオーケストラ、LOSALIOS）
  - 65年製のキャンディ・アップル・レッドを使用。
- きみコ （nano.RIPE）
- Jean-Ken Johnny(MAN WITH A MISSION)